# L'Homme à la tête en caoutchouc
Pour plus de détails, voir Fiche technique et Distribution.
L'Homme à la tête en caoutchouc est un film muet français à trucs réalisé par Georges Méliès, sorti en 1901.

## Synopsis
Dans un laboratoire, un homme en blouse blanche installe sur une table une tête coupée qui ressemble à la sienne comme deux gouttes d'eau. La branchant à un tuyau en caoutchouc, lui-même relié à un soufflet, en quelques coups de pompe, il la fait gonfler puis dégonfler. Il appelle son assistant pour qu’il manipule à son tour la tête gonflable ; celui-ci la fait tant gonfler qu'à la fin elle explose.

## Fiche technique

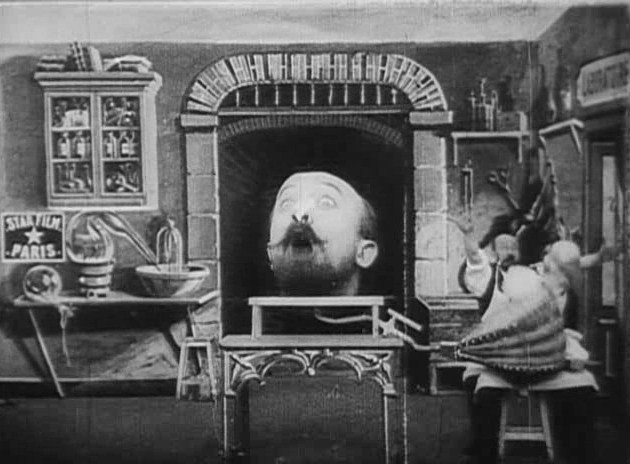
La tête gonflée

- Titre :  L'Homme à la tête en caoutchouc
- Réalisation : Georges Méliès
- Photographie :
- Société de production : Star Film
- Pays d'origine :  France
- Langue : français
- Métrage : 50 mètres
- Genre : Film fantastique, Film à trucs
- Format : Noir et blanc — 35 mm à perforations Edison — 1,33:1 — Muet
- Durée : 2 minutes 30
- Numéro de catalogue de la Star Film : 382-383
- Dates de sortie : 
  -  France : 1901

## Distribution
- Georges Méliès : l'homme en blouse blanche / la tête

## Techniques utilisées
- Dans ce film, on a cru déceler un travelling avant sur le visage de Georges Méliès, utilisé pour faire croire que la tête du savant gonfle telle une baudruche. Ce qui est faux, la caméra installée dans le studio de Montreuil était fixée à demeure à l'extrémité du plateau dans une sorte de local technique. C'est ainsi que l’historien Georges Sadoul a cru y voir l’utilisation d’un travelling novateur. Il écrit pourtant dans sa monumentale Histoire du cinéma que « la caméra est toujours placée au fond du petit studio ; elle reste immobile comme un spectateur assis dans son fauteuil[1] », mais il avance effectivement page 28 que le trucage utilisé dans ce film est un travelling, travelling avant quand la tête se gonfle et travelling arrière quand elle se dégonfle. Sadoul n’était pas cinéaste et ses interprétations techniques étaient parfois défaillantes. Le visage grimaçant de la Lune dans Le Voyage dans la Lune, dont l’obus est censé se rapprocher, utilise de la même façon le déplacement du sujet par rapport à la caméra, et non pas un travelling comme il est souvent affirmé.

Car en réalité, c'est bien Méliès lui-même qui s’approche de la caméra, le corps caché derrière un pan de tissu noir percé d’un trou par lequel il passe la tête. Pour faire croire que la tête, branchée sur une pompe, enfle par à-coups, « Méliès se déplace par à-coups vers la caméra… La tête hilare de Méliès semble grossir comme une baudruche de carnaval ». Idem, mais a contrario pour le dégonflement.
- Avant le gag du gonflement et de l'éclatement final, pour permettre au savant de sortir d’une boîte une copie de sa propre tête qu’il installe sur une table, Méliès utilise simultanément deux truquages : d’une part l’arrêt de caméra dont il était friand, et la surimpression d’autre part.

L'arrêt de caméra, qui permet de modifier un élément de la scène, ou le faire apparaître, ou disparaître, est simple : il suffit de faire se succéder deux plans filmés coup sur coup avec le même cadrage (on dit plan sur plan car on ne discerne pas le passage d’un plan à l’autre). Pendant l’arrêt, on change un détail ; ici, la tête qui est posée sur la table, ou, à la fin du film, l’explosion avec le renversement des meubles et la disparition de la tête.
La surimpression est obtenue par un second passage de la pellicule dans la caméra. Ici, elle permet de faire apparaître la copie de la tête du savant alors que celui-ci — et sa tête bien en place ! — figure déjà dans la scène. Pour ce faire, Méliès filme séparément cette seconde tête sur fond noir — en introduisant le gag du gonflement comme décrit plus haut — et il peut l'ajouter par surimpression dans le plan principal d’autant plus aisément qu’il a prévu une réserve noire dans ce plan : la porte du fond qu’il ouvre en début de film, et qui donne sur l’obscurité totale. La tête, elle-même sur fond noir, apparaît ainsi bien nettement, sans transparence du fond.